# ارحالن
ارحالن (به فرانسوی: Irohalen) یک منطقهٔ مسکونی در مراکش است که در استان شیشاوه واقع شده‌است. ارحالن ۶٬۰۳۷ نفر جمعیت دارد.